# 25273 Barrycarole
25273 Barrycarole (1998 VN32) là một tiểu hành tinh vành đai chính được phát hiện ngày 15 tháng 11 năm 1998 bởi I. P. Griffin ở Cocoa, Florida.